# رصدخانه مدارگرد کربن
رصدخانه مدارگرد کربن (انگلیسی: Orbiting Carbon Observatory) که به اختصار OCO نامیده می‌شود، پروژه ماهواره‌ای ناسا به منظور پایش جهانی فضابرد کربن دی‌اکسید در جو زمین بود که پرتاب ماهواره اصلی در ۲۴ فوریه ۲۰۰۹ با شکست روبه‌رو شد. این ماهواره پس از ورود به جو زمین، در اقیانوس هند و نزدیک جنوبگان سقوط کرد.
ماهواره رصدخانه مدارگرد کربن ۲ (OCO-2) به‌عنوان جایگزین OCO در دوم ژوئیه ۲۰۱۴ توسط راکت دلتا ۲ با موفقیت پرتاب شد و در مدار زمین قرار گرفت. ماهواره رصدخانه مدارگرد کربن ۳ (OCO-3) نیز به‌عنوان جانشین OCO-2 در دسامبر ۲۰۱۶ در آزمایشگاه فضایی کیبو ایستگاه فضایی بین‌المللی قرار خواهد گرفت.